# Liste der Autorenbeteiligungen und Produktionen von Samy Deluxe
Dies ist eine Übersicht über die Kompositionen und Produktionen des deutschen Musikers, Komponisten und Produzenten Samy Deluxe. Zu berücksichtigen ist, dass Hitmedleys, Remixe, Liveaufnahmen oder Neuaufnahmen des gleichen Interpreten nicht aufgeführt werden.

## …
| Jahr | Titel         | Interpret   | Funktion                   |
| ---- | ------------- | ----------- | -------------------------- |
| 2019 | (Ein)Wanderer | Samy Deluxe | Co-Komponist, Co-Produzent |
| 2001 | …Hab’ gehört… | Samy Deluxe | Co-Komponist               |

## #
| Jahr | Titel   | Interpret                     | Funktion     |
| ---- | ------- | ----------------------------- | ------------ |
| 2001 | 2 Rap 4 | Samy Deluxe feat. Tony Rotten | Co-Komponist |
| 2014 | 25      | Die Fantastischen Vier        | Co-Komponist |

## A
| Jahr | Titel                       | Interpret                          | Funktion                   |
| ---- | --------------------------- | ---------------------------------- | -------------------------- |
| 2018 | Aber                        | Eko Fresh                          | Produzent                  |
| 2012 | Abgestumpft                 | Herr Sorge                         | Komponist, Produzent       |
| 2006 | A, B & C                    | Headliners feat. Samy Deluxe       | Co-Komponist               |
| 2008 | Ab und zu                   | Dynamite Deluxe                    | Co-Komponist, Co-Produzent |
| 2019 | Abendlicht                  | Samy Deluxe                        | Co-Komponist, Co-Produzent |
| 2001 | Adriano (Letzte Warnung)    | Brothers Keepers                   | Co-Komponist               |
| 2003 | African Riddim              | ASD                                | Co-Komponist               |
| 2021 | Ahoi                        | Gentleman                          | Co-Komponist               |
| 2015 | Airhorn                     | ASD                                | Co-Komponist               |
| 2012 | Albtraum Erfüllt            | Herr Sorge                         | Komponist, Produzent       |
| 2011 | Allein                      | Samy Deluxe                        | Co-Komponist               |
| 2004 | Alle in einem - Remix       | Kool Savas                         | Produzent                  |
| 2017 | Allein in der Überzahl      | Samy Deluxe                        | Komponist, Produzent       |
| 2008 | Alles bleibt anders         | Dynamite Deluxe feat. Jan Delay    | Co-Komponist, Co-Produzent |
| 2003 | Also was!?!                 | DJ Desue feat. Afrob & Samy Deluxe | Co-Komponist               |
| 2012 | Amnesie international       | Herr Sorge                         | Co-Komponist               |
| 2001 | An die Bürger von Konsolien | Jan Delay feat. Sam Semilia        | Co-Komponist               |
| 2015 | Antihaltung                 | ASD                                | Co-Komponist               |
| 2013 | Aschegrau                   | Herr Sorge                         | Komponist, Produzent       |
| 2003 | Asd                         | ASD                                | Co-Komponist               |
| 2009 | ASD Comeback                | ASD                                | Co-Komponist               |
| 2005 | Auf’m Weg                   | Samy Deluxe                        | Co-Komponist               |
| 2015 | Ausrasta                    | ASD                                | Co-Komponist, Co-Produzent |
| 2019 | Autopilot                   | Samy Deluxe                        | Komponist, Produzent       |
| 2016 | Ay Ran                      | Chefbaus                           | Co-Komponist               |

## B
| Jahr | Titel                    | Interpret                     | Funktion                   |
| ---- | ------------------------ | ----------------------------- | -------------------------- |
| 2019 | Back2Basics              | Samy Deluxe                   | Co-Komponist               |
| 2001 | Beat & Rap               | Samy Deluxe                   | Co-Komponist               |
| 2005 | Beatbox Skit             | Samy Deluxe, Neo & Eddy Soulo | Co-Komponist               |
| 2004 | Bereit                   | Samy Deluxe feat. Headliners  | Co-Komponist               |
| 2003 | Big Boys                 | ASD feat. Brooke Russel       | Co-Komponist               |
| 2000 | Bis dato                 | Dynamite Deluxe               | Co-Komponist               |
| 2009 | Bis die Sonne raus kommt | Samy Deluxe                   | Co-Komponist, Co-Produzent |
| 2008 | Bis hierher              | Dynamite Deluxe               | Co-Komponist, Co-Produzent |
| 2014 | Bitte bitte              | Rakede feat. Samy Deluxe      | Co-Komponist               |
| 2014 | Blablabla                | Samy Deluxe feat. Y’akoto     | Co-Komponist, Produzent    |
| 2017 | Blessed und Gifted       | Samy Deluxe                   | Co-Komponist, Co-Produzent |
| 2009 | Blick nach vorn          | Samy Deluxe                   | Co-Komponist               |
| 2004 | Blick zurück             | Samy Deluxe                   | Co-Komponist               |
| 2005 | Blinded                  | Samy Deluxe                   | Co-Komponist               |
| 2015 | Blockbasta               | ASD                           | Co-Komponist               |
| 2000 | Blow Shit Up             | Dynamite Deluxe               | Co-Komponist               |
| 2000 | Boom                     | Dynamite Deluxe               | Co-Komponist               |
| 2008 | Boombox                  | Dynamite Deluxe               | Co-Komponist, Co-Produzent |
| 2004 | Bounce Club              | Samy Deluxe                   | Co-Komponist               |
| 2006 | Boys                     | Samy Deluxe & Illo the Shit   | Co-Komponist               |
| 2015 | Bruda                    | ASD                           | Co-Komponist               |

## C
| Jahr | Titel         | Interpret                      | Funktion     |
| ---- | ------------- | ------------------------------ | ------------ |
| 2005 | Can’t Stop Me | Samy Deluxe                    | Co-Komponist |
| 2006 | Cap Song      | Samy Deluxe                    | Co-Komponist |
| 2004 | Champions     | ASD                            | Co-Komponist |
| 2019 | Championsound | Samy Deluxe                    | Co-Komponist |
| 2002 | Confusion     | Sam Ragga Band feat. Jan Delay | Co-Komponist |
| 2016 | Cracky Brown  | Chefbaus & Lary                | Co-Komponist |

## D
| Jahr | Titel                            | Interpret                         | Funktion                   |
| ---- | -------------------------------- | --------------------------------- | -------------------------- |
| 2003 | Dance with Me                    | ASD feat. Tracey Moore            | Co-Komponist               |
| 2014 | Das Phantom der Seifenoper       | Samy Deluxe                       | Co-Komponist, Co-Produzent |
| 2001 | Das Team                         | Samy Deluxe                       | Co-Komponist               |
| 2000 | DD im Haus                       | Dynamite Deluxe                   | Co-Komponist               |
| 2015 | Deadline                         | ASD feat. Max Herre               | Co-Komponist               |
| 2006 | Deluxe                           | Ali A$ & Samy Deluxe              | Co-Komponist               |
| 2000 | Deluxe Soundsystem               | Dynamite Deluxe                   | Co-Komponist               |
| 2004 | Denk                             | Samy Deluxe                       | Co-Komponist               |
| 2001 | Der Beste                        | Samy Deluxe                       | Co-Komponist               |
| 2009 | Der Bozz & der Baus              | Azad feat. Samy Deluxe            | Co-Komponist               |
| 2004 | Der Guteste                      | Samy Deluxe                       | Co-Komponist               |
| 2014 | Der letzte König von Schrottland | Samy Deluxe                       | Co-Komponist, Produzent    |
| 2009 | Der letzte Tanz                  | Samy Deluxe                       | Komponist                  |
| 2008 | Der Thron ist meiner             | Dynamite Deluxe                   | Co-Komponist, Co-Produzent |
| 2009 | Deshalb                          | Samy Deluxe                       | Co-Komponist, Co-Produzent |
| 2001 | Die Meisten                      | Samy Deluxe                       | Co-Komponist               |
| 2015 | Die Partei                       | ASD                               | Co-Komponist               |
| 2005 | Die Reise ist das Ziel           | Samy Deluxe & Brooke Russell      | Co-Komponist               |
| 2006 | Dies ist der Moment              | Samy Deluxe & Neo                 | Co-Komponist               |
| 2005 | Dies ist HF                      | Samy Deluxe, Neo & Dashenn        | Co-Komponist               |
| 2012 | Diesassda                        | Herr Sorge                        | Komponist                  |
| 2019 | Digame                           | Samy Deluxe                       | Co-Komponist, Co-Produzent |
| 2009 | Dis wo ich her komm              | Samy Deluxe                       | Co-Komponist, Co-Produzent |
| 2006 | Don’t Give Up                    | Manuellsen, Blade & Samy Deluxe   | Co-Komponist               |
| 2011 | Doppelt VIP                      | Samy Deluxe                       | Co-Komponist, Co-Produzent |
| 2009 | Draussen aufm Dauf               | Samy Deluxe                       | Komponist, Co-Produzent    |
| 2001 | Dreist                           | Samy Deluxe                       | Co-Komponist               |
| 2012 | Du & ich                         | Samy Deluxe feat. Cassandra Steen | Komponist                  |
| 2008 | Dynamit!                         | Dynamite Deluxe                   | Co-Komponist, Co-Produzent |

## E
| Jahr | Titel                | Interpret                           | Funktion                   |
| ---- | -------------------- | ----------------------------------- | -------------------------- |
| 2011 | Ego                  | Samy Deluxe                         | Co-Komponist               |
| 2006 | Eigenes Geld         | Snaga & Pillath & Samy Deluxe       | Co-Komponist               |
| 2000 | Eigentlich           | Dynamite Deluxe                     | Co-Komponist               |
| 2011 | Eines Tages          | Samy Deluxe                         | Co-Komponist, Co-Produzent |
| 2004 | Einfach ich          | Samy Deluxe                         | Co-Komponist               |
| 2012 | Einstürzen Neubauten | Max Herre feat. Samy Deluxe         | Co-Komponist               |
| 2001 | Eppendorf            | Samy Deluxe feat. Illo 77           | Co-Komponist               |
| 2009 | Erster               | Samy Deluxe                         | Co-Komponist               |
| 2008 | Erster Song          | Dynamite Deluxe                     | Co-Komponist, Co-Produzent |
| 2004 | Es ist wahr          | Samy Deluxe                         | Co-Komponist               |
| 2017 | Eskimo im Tanktop    | Samy Deluxe                         | Co-Komponist               |
| 2012 | E.T.                 | Herr Sorge                          | Komponist, Co-Produzent    |
| 2005 | Extra Extra          | Samy Deluxe, Neo, Illo & Eddy Soulo | Co-Komponist               |

## F
| Jahr | Titel                                 | Interpret                            | Funktion                   |
| ---- | ------------------------------------- | ------------------------------------ | -------------------------- |
| 2019 | Fame (Das Music-Kill)                 | Samy Deluxe                          | Komponist, Produzent       |
| 2015 | Fan                                   | MoTrip feat. Samy Deluxe             | Co-Komponist               |
| 2014 | Fantasie                              | Samy Deluxe                          | Co-Komponist, Co-Produzent |
| 2017 | Fantasie Pt.2                         | Samy Deluxe                          | Co-Komponist               |
| 2012 | Feiern gehen (Das Leben ist so schön) | Herr Sorge feat. Marsimoto           | Co-Komponist               |
| 2014 | Fettsackstyle                         | Eko Fresh feat. Samy Deluxe          | Co-Komponist               |
| 2012 | Finale (Wundervolle Welt)             | Herr Sorge                           | Komponist                  |
| 2012 | Finderlohn                            | Herr Sorge                           | Komponist, Co-Produzent    |
| 2003 | Frage / Antwort                       | ASD                                  | Co-Komponist               |
| 2008 | Fresh (Basement Allstars)             | Das Bo feat. Samy Deluxe & Jan Delay | Co-Komponist               |
| 2012 | Fröhliche Weltuntergangsmusik         | Herr Sorge                           | Komponist                  |
| 2012 | Frustsong                             | Herr Sorge feat. Flo Mega            | Komponist, Co-Produzent    |
| 1998 | Füchse                                | Absolute Beginner feat. Samy Deluxe  | Co-Komponist               |
| 2006 | Fuckin’ Baus                          | Samy Deluxe                          | Co-Komponist               |

## G
| Jahr | Titel           | Interpret                           | Funktion                   |
| ---- | --------------- | ----------------------------------- | -------------------------- |
| 2015 | Genau jetzt     | Nena                                | Co-Komponist, Co-Produzent |
| 2005 | Ganz genau      | Samy Deluxe feat. Eddy Soulo        | Co-Komponist               |
| 2004 | Generation      | Samy Deluxe                         | Co-Komponist               |
| 2005 | Genieß die Show | Samy Deluxe                         | Co-Komponist               |
| 2004 | Geschafft       | Samy Deluxe feat. Eddy Scoulo & Neo | Co-Komponist               |
| 2019 | Gewinne         | Samy Deluxe                         | Komponist, Produzent       |
| 2004 | Gott sei dank   | Samy Deluxe                         | Co-Komponist               |
| 2015 | Grosses Finale  | ASD                                 | Co-Komponist               |
| 2000 | Grüne Brille    | Dynamite Deluxe                     | Co-Komponist               |

## H
| Jahr | Titel                     | Interpret                                | Funktion                   |
| ---- | ------------------------- | ---------------------------------------- | -------------------------- |
| 2004 | Ha ha ha                  | Samy Deluxe                              | Co-Komponist               |
| 2014 | Halt dich gut fest        | Samy Deluxe feat. Die Fantastischen Vier | Co-Komponist, Co-Produzent |
| 2009 | Hamburg 2009              | Samy Deluxe                              | Komponist, Co-Produzent    |
| 2011 | Hände hoch                | Samy Deluxe                              | Co-Komponist, Co-Produzent |
| 2001 | Hausfriedensbruch         | Samy Deluxe                              | Co-Komponist               |
| 2012 | Herz gebrochen (Scherben) | Herr Sorge                               | Komponist, Co-Produzent    |
| 2003 | Hey du (nimm dir Zeit)    | ASD                                      | Co-Komponist               |
| 2005 | HF Anthem                 | Samy Deluxe feat. Dashenn                | Co-Komponist, Produzent    |
| 2009 | Hin und her               | Samy Deluxe                              | Komponist, Co-Produzent    |
| 2019 | Hochmut                   | Samy Deluxe                              | Co-Komponist, Co-Produzent |
| 2009 | Hussel und Flow           | Samy Deluxe                              | Komponist, Co-Produzent    |

## I
| Jahr | Titel                                | Interpret                        | Funktion                   |
| ---- | ------------------------------------ | -------------------------------- | -------------------------- |
| 2003 | Ich & er                             | ASD                              | Co-Komponist               |
| 2015 | Ich seh was                          | ASD feat. Nena                   | Co-Komponist, Co-Produzent |
| 2002 | Ich will doch bloss mein Lied singen | Sam Ragga Band feat. Sam Semilia | Co-Komponist               |
| 2012 | Idiokratie                           | Herr Sorge                       | Komponist, Co-Produzent    |
| 2005 | Illo Anthem                          | Illo & Samy Deluxe               | Co-Komponist               |
| 2003 | Im Grunde genommen                   | ASD                              | Co-Komponist               |
| 2000 | Instinkt                             | Dynamite Deluxe                  | Co-Komponist               |
| 2001 | International Love                   | Samy Deluxe                      | Co-Komponist               |
| 2019 | Intro                                | Samy Deluxe                      | Co-Komponist, Produzent    |
| 2017 | Irgendjemand muss es tun             | Samy Deluxe                      | Co-Komponist, Co-Produzent |
| 2001 | Is nich’ wahr                        | Samy Deluxe                      | Co-Komponist               |
| 2003 | Is’ wie’s is’                        | ASD feat. Dean                   | Co-Komponist               |

## K
| Jahr | Titel                     | Interpret                                    | Funktion                   |
| ---- | ------------------------- | -------------------------------------------- | -------------------------- |
| 2003 | Kaos                      | ASD                                          | Co-Komponist               |
| 2009 | Katze aus dem Sack        | Samy Deluxe                                  | Komponist, Co-Produzent    |
| 2015 | Kein Bock (Allstar Remix) | Denyo feat. Jan Delay, ASD, Megaloh & Bartek | Co-Komponist               |
| 2014 | Keine Liebe               | Samy Deluxe feat. Brixx                      | Co-Komponist, Co-Produzent |
| 2011 | Keine wahre Geschichte    | Samy Deluxe                                  | Co-Komponist, Co-Produzent |
| 2013 | Kill Dem                  | Samy Deluxe                                  | Co-Komponist, Produzent    |
| 2003 | Komm schon                | ASD                                          | Co-Komponist               |
| 2008 | Komma klar                | Dynamite Deluxe                              | Co-Komponist, Co-Produzent |

## L
| Jahr | Titel                    | Interpret                  | Funktion                   |
| ---- | ------------------------ | -------------------------- | -------------------------- |
| 2000 | Ladies & Gentleman       | Dynamite Deluxe            | Co-Komponist               |
| 2005 | Land in Sicht            | Samy Deluxe feat. Neo      | Co-Komponist, Produzent    |
| 2005 | Lang is her              | Samy Deluxe feat. Eizi Eiz | Co-Komponist               |
| 2012 | Lebenlang                | Herr Sorge                 | Komponist, Co-Produzent    |
| 2015 | Legendär / Populär       | ASD                        | Co-Komponist               |
| 2005 | Let’s Go!                | Samy Deluxe                | Co-Komponist               |
| 2008 | Letzter Song             | Dynamite Deluxe            | Co-Komponist, Co-Produzent |
| 2014 | Liebe in der Discotheque | Samy Deluxe                | Co-Komponist, Co-Produzent |
| 2013 | Lokickhihatclap          | Samy Deluxe                | Co-Komponist, Produzent    |

## M
| Jahr | Titel                          | Interpret                               | Funktion                   |
| ---- | ------------------------------ | --------------------------------------- | -------------------------- |
| 2001 | Mach schluss                   | Samy Deluxe                             | Co-Komponist               |
| 2015 | Magie                          | Samy Deluxe                             | Co-Komponist, Co-Produzent |
| 2004 | Manchmal                       | Samy Deluxe feat. J-Luv                 | Co-Komponist               |
| 2014 | Mann muss tun                  | Samy Deluxe                             | Co-Komponist, Co-Produzent |
| 2019 | Maskenball                     | Samy Deluxe                             | Co-Komponist               |
| 2006 | Matbeats Got Mad Beats         | Samy Deluxe                             | Co-Komponist               |
| 2004 | Mehr Rapshit (Wow)             | Samy Deluxe                             | Co-Komponist               |
| 2000 | Meilenstein                    | Dynamite Deluxe                         | Co-Komponist               |
| 2008 | Mein Flow ist                  | Dynamite Deluxe                         | Co-Komponist, Co-Produzent |
| 2008 | Mein Problem (Take It Easy)    | Dynamite Deluxe                         | Co-Komponist, Co-Produzent |
| 2015 | Mensch gegen Maschine          | ASD                                     | Co-Komponist               |
| 2003 | Men’s World                    | ASD feat. Brooke Russell & Joy Denalane | Co-Komponist               |
| 2015 | Mittelfinga hoch               | ASD                                     | Co-Komponist, Produzent    |
| 2012 | Mobilee                        | Herr Sorge                              | Komponist, Produzent       |
| 2009 | Musik um durch den Tag zu komm | Samy Deluxe                             | Co-Komponist               |
| 2019 | Muttersprache                  | Samy Deluxe                             | Co-Komponist, Co-Produzent |

## N
| Jahr | Titel               | Interpret                         | Funktion                   |
| ---- | ------------------- | --------------------------------- | -------------------------- |
| 2006 | Nach wie vor        | Samy Deluxe, Dashenn & Eddy Soulo | Co-Komponist               |
| 2006 | Nachtmensch         | Samy Deluxe                       | Co-Komponist               |
| 2012 | Nachtmusik          | Herr Sorge                        | Komponist, Co-Produzent    |
| 2009 | Neue Saison         | Samy Deluxe                       | Komponist                  |
| 2013 | Neue Schritte       | Megaloh feat. Samy Deluxe         | Co-Komponist               |
| 2008 | Newcomer des Jahres | Dynamite Deluxe                   | Co-Komponist, Co-Produzent |
| 2009 | Nie genug           | Samy Deluxe feat. Ali A$          | Komponist                  |
| 2015 | NON                 | ASD                               | Co-Komponist               |

## O
| Jahr | Titel                  | Interpret                               | Funktion                   |
| ---- | ---------------------- | --------------------------------------- | -------------------------- |
| 2003 | Off Day                | ASD                                     | Co-Komponist, Co-Produzent |
| 2014 | Offenes Herz           | Samy Deluxe feat. Mine                  | Co-Komponist, Produzent    |
| 2005 | Ohne uns geht es nicht | ASD                                     | Co-Komponist               |
| 2004 | OK!                    | Melbeatz feat. Kool Savas + Samy Deluxe | Co-Komponist               |
| 2009 | Oma Song               | Samy Deluxe                             | Co-Komponist               |
| 2003 | Outro                  | ASD feat. Brooke Russel                 | Co-Komponist               |

## P
| Jahr | Titel                        | Interpret                            | Funktion                   |
| ---- | ---------------------------- | ------------------------------------ | -------------------------- |
| 2014 | Pappblick Enemy              | Samy Deluxe feat. Afrob              | Co-Komponist, Co-Produzent |
| 2004 | PDSA                         | Samy Deluxe                          | Co-Komponist               |
| 2014 | Penis                        | Samy Deluxe feat. Flo Mega           | Co-Komponist, Co-Produzent |
| 1998 | Penthouse                    | Fünf Sterne Deluxe feat. Samy Deluxe | Co-Komponist               |
| 2004 | Peoples                      | Samy Deluxe                          | Co-Komponist               |
| 2011 | Poesie Album                 | Samy Deluxe                          | Co-Komponist               |
| 2001 | Positiv                      | Samy Deluxe                          | Co-Komponist               |
| 2019 | Privilegiert                 | Samy Deluxe                          | Komponist, Produzent       |
| 2012 | Punkt (Die Welt ist gefi**t) | Herr Sorge feat. Megaloh             | Komponist, Produzent       |
| 2004 | Pures Gift 2004              | Samy Deluxe                          | Co-Komponist, Co-Produzent |

## R
| Jahr | Titel               | Interpret   | Funktion                   |
| ---- | ------------------- | ----------- | -------------------------- |
| 2011 | RapGenie            | Samy Deluxe | Komponist, Produzent       |
| 2014 | Rapper sind gef***t | Samy Deluxe | Co-Komponist, Produzent    |
| 2019 | Requiem             | Samy Deluxe | Co-Komponist, Co-Produzent |
| 2017 | Rooftop             | Samy Deluxe | Co-Komponist               |
| 2012 | Ruhe Vor Dem Zorn   | Herr Sorge  | Komponist                  |

## S
| Jahr | Titel                         | Interpret                                         | Funktion                   |
| ---- | ----------------------------- | ------------------------------------------------- | -------------------------- |
| 2001 | S.O.S.                        | Samy Deluxe                                       | Co-Komponist               |
| 2009 | Sag mir was du von mir willst | Samy Deluxe                                       | Co-Komponist               |
| 2003 | Sag mir wo die Party ist!     | ASD                                               | Co-Komponist               |
| 2001 | Sag mir, was du siehst        | Samy Deluxe                                       | Co-Komponist               |
| 2005 | Sam und Bo, N.E.O.            | Samy Deluxe                                       | Co-Komponist, Co-Produzent |
| 2009 | Samsimilias letzten Worte     | Samy Deluxe                                       | Co-Komponist               |
| 2009 | Samsimilias Rache             | Samy Deluxe                                       | Komponist, Co-Produzent    |
| 2001 | Samy Deluxe 2001              | Samy Deluxe                                       | Co-Komponist               |
| 2000 | Samy Deluxe Pt. 2             | Dynamite Deluxe                                   | Co-Komponist               |
| 2003 | Sandman                       | ASD                                               | Co-Komponist               |
| 2014 | Schaukelstuhl                 | Samy Deluxe                                       | Co-Komponist, Co-Produzent |
| 2013 | Schicksal                     | Thomas D feat. Alin Coen, Chefket & Samy Deluxe   | Co-Komponist               |
| 2005 | Schön das ich wieder da bin   | Samy Deluxe                                       | Co-Komponist, Co-Produzent |
| 2005 | Schönste Frau                 | Samy Deluxe, Neo & Dashenn                        | Co-Komponist               |
| 2011 | SchwarzWeiss                  | Samy Deluxe                                       | Co-Komponist, Co-Produzent |
| 2014 | Schwerer Anschlag             | Afrob feat. Samy Deluxe                           | Co-Komponist               |
| 2017 | S Dot Sorge                   | Samy Deluxe                                       | Co-Komponist, Co-Produzent |
| 2001 | Sell Out Samy                 | Samy Deluxe                                       | Co-Komponist               |
| 2001 | Sensationell                  | Samy Deluxe                                       | Co-Komponist               |
| 2001 | Session                       | Samy Deluxe feat. Dendemann, Illo 77 & Nico Suave | Co-Komponist               |
| 2013 | Sieh dir Tommy an             | Thomas D feat. Herr Sorge                         | Co-Komponist               |
| 2003 | Sneak Preview                 | ASD                                               | Co-Komponist               |
| 2006 | So Fly                        | Manuellsen & Samy Deluxe                          | Co-Komponist               |
| 2008 | So laut es geht               | Dynamite Deluxe                                   | Co-Komponist, Co-Produzent |
| 2005 | So Glorious                   | Samy Deluxe feat. J-Luv                           | Co-Komponist               |
| 2001 | So soll’s sein                | Samy Deluxe feat. Afrob                           | Co-Komponist               |
| 2009 | So viele Fragen               | Samy Deluxe                                       | Co-Komponist               |
| 2012 | Sorgenkinder                  | Herr Sorge                                        | Komponist                  |
| 2005 | Sorge Song                    | Samy Deluxe                                       | Co-Komponist               |
| 2016 | Sorry, tut mir nicht leider   | Chefbaus                                          | Co-Komponist               |
| 2009 | Sowieso schwer                | Samy Deluxe                                       | Co-Komponist               |
| 2009 | Sprech wie ich sprech         | Samy Deluxe                                       | Co-Komponist, Co-Produzent |
| 2005 | Star                          | Samy Deluxe feat. Illo                            | Co-Komponist, Co-Produzent |
| 2005 | Startschuss                   | Samy Deluxe, Eddy Soulo & Dashenn                 | Co-Komponist, Co-Produzent |
| 2011 | Straßenmusik                  | Samy Deluxe                                       | Co-Komponist, Co-Produzent |
| 2009 | Stumm (Xenja)                 | Samy Deluxe                                       | Co-Komponist, Co-Produzent |
| 2009 | Superheld                     | Samy Deluxe                                       | Co-Komponist, Co-Produzent |
| 2019 | Suppengabel                   | Samy Deluxe                                       | Co-Komponist, Co-Produzent |
| 2016 | Subtil In Your Face           | Chefbaus                                          | Co-Komponist               |

## T
| Jahr | Titel            | Interpret                         | Funktion                   |
| ---- | ---------------- | --------------------------------- | -------------------------- |
| 2012 | Teufelskreis     | Herr Sorge                        | Komponist, Produzent       |
| 2013 | Tommy Is Back    | Thomas D feat. Afrob & Herr Sorge | Co-Komponist               |
| 2015 | Tortellini Augen | ASD                               | Co-Komponist               |
| 2014 | Traum            | Samy Deluxe                       | Co-Komponist, Co-Produzent |
| 2009 | Truf Is Back     | Samy Deluxe                       | Komponist                  |
| 2004 | Tu was ich tu    | Samy Deluxe                       | Co-Komponist               |

## U
| Jahr | Titel                 | Interpret   | Funktion                   |
| ---- | --------------------- | ----------- | -------------------------- |
| 2015 | Überall is Krieg      | ASD         | Co-Komponist               |
| 2011 | Unbeschriebenes Blatt | Samy Deluxe | Co-Komponist, Co-Produzent |
| 2005 | Unsere Etage          | Samy Deluxe | Komponist, Produzent       |
| 2005 | Unterwegs             | Samy Deluxe | Co-Komponist               |

## V
| Jahr | Titel                                      | Interpret                                  | Funktion                   |
| ---- | ------------------------------------------ | ------------------------------------------ | -------------------------- |
| 2005 | V.I.P.                                     | Samy Deluxe                                | Co-Komponist               |
| 2011 | Vater im Himmel                            | Samy Deluxe                                | Co-Komponist, Co-Produzent |
| 2003 | Vaterlos                                   | ASD feat. D-Flame                          | Co-Komponist               |
| 2009 | Vatertag                                   | Samy Deluxe                                | Co-Komponist, Co-Produzent |
| 2014 | Verbotene Früchte                          | Samy Deluxe feat. Malo                     | Co-Komponist, Co-Produzent |
| 2004 | Verdammtnochma                             | Samy Deluxe feat. Brooke Russell & Dashenn | Co-Komponist               |
| 2005 | Verlieb dich nie in ein’ Rapper            | Samy Deluxe feat. Dashenn                  | Co-Komponist               |
| 2012 | Verschwörungstheorien mit schönen Melodien | Herr Sorge feat. Cassandra Steen           | Komponist                  |
| 2004 | Viel mehr                                  | Samy Deluxe                                | Co-Komponist               |
| 2013 | Volldampf                                  | Rakede feat. Samy Deluxe                   | Co-Komponist               |

## W
| Jahr | Titel                      | Interpret                  | Funktion                   |
| ---- | -------------------------- | -------------------------- | -------------------------- |
| 2005 | Warte ma Sam               | Samy Deluxe                | Co-Komponist               |
| 2004 | Warum                      | Samy Deluxe feat. Vibe     | Co-Komponist               |
| 2016 | Wasabi?                    | Chefbaus                   | Co-Komponist               |
| 2012 | Was Is ...?                | Herr Sorge                 | Komponist, Co-Produzent    |
| 2004 | Was was                    | Samy Deluxe feat. Charnell | Co-Komponist               |
| 2012 | WC-Gedicht                 | Herr Sorge                 | Komponist, Co-Produzent    |
| 2008 | Weiter                     | Dynamite Deluxe            | Co-Komponist, Co-Produzent |
| 2006 | Weiß was es ist            | Samy Deluxe                | Co-Komponist               |
| 2003 | Weißt du wo die Party ist? | ASD                        | Co-Produzent               |
| 2003 | Wenn ihr fühlt…            | ASD                        | Co-Komponist               |
| 2003 | Wer hätte das gedacht?     | ASD                        | Co-Komponist               |
| 2009 | Wer ich bin                | Samy Deluxe                | Co-Komponist, Co-Produzent |
| 2011 | Wer wird Millionär         | Samy Deluxe                | Co-Komponist               |
| 2001 | Wickeda MC                 | Samy Deluxe                | Co-Komponist               |
| 2000 | Wie jetzt                  | Dynamite Deluxe            | Co-Komponist               |
| 2009 | Wir sind keine Kinder mehr | Samy Deluxe                | Co-Komponist, Co-Produzent |

## Y
| Jahr | Titel   | Interpret | Funktion     |
| ---- | ------- | --------- | ------------ |
| 2003 | Yagayaa | ASD       | Co-Komponist |

## Z
| Jahr | Titel               | Interpret                   | Funktion                   |
| ---- | ------------------- | --------------------------- | -------------------------- |
| 2000 | Zapzap              | Dynamite Deluxe             | Co-Komponist               |
| 2019 | Ziffernblatt (Skit) | Samy Deluxe                 | Co-Komponist, Co-Produzent |
| 2000 | Zornig!             | Dynamite Deluxe             | Co-Komponist               |
| 2012 | Zukunft vorbye      | Herr Sorge                  | Komponist, Co-Produzent    |
| 2004 | Zurück              | Samy Deluxe                 | Co-Komponist               |
| 2011 | Zurück zu wir       | Samy Deluxe feat. Max Herre | Co-Komponist               |